# 1999年南達科他州里爾35墜毀事件
南達科他州里爾35噴射機空難发生于1999年10月25日，一架編號N47BA的里爾35噴射機原訂從佛羅里達州奧蘭多國際機場飛往德克薩斯州達拉斯/沃斯堡國際機場，飛機在爬升至巡航高度的過程中發生失壓，機上六人皆因缺氧而昏迷。自動駕駛控制下的飛機爬升超過預定的巡航高度，且沒有左轉飛往達拉斯，而是持續向西北方向飛行。飛行四個多小時（距離約2400公里）後，飛機在南達科他州上空耗盡燃油，墜毀在一處空地。

## 航班

### 失事飛機
墜毀的里爾35A噴射機屬於SunJet Aviation，註冊編號N47BA，首飛於1976年，配有兩具Garrett TFE731-2-2B發動機。

### 起飛

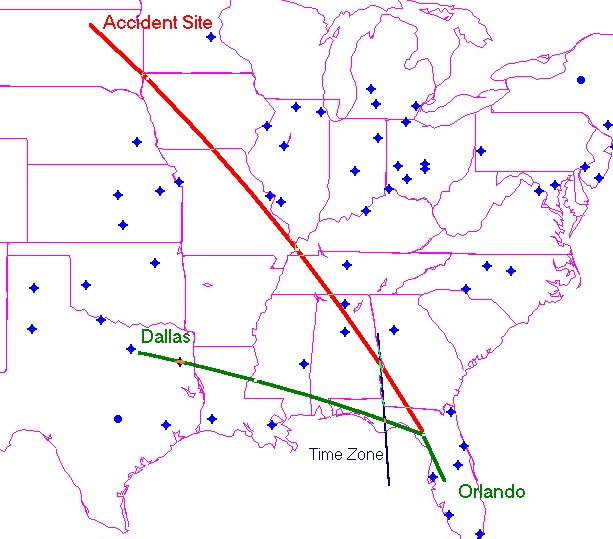
綠線顯示N47BA原定從奧蘭多飛往達拉斯的路線，紅線則為飛機實際飛行到南達科他州的墜機地

1999年10月25日上午9:19分（EDT時間），N47BA從奧蘭多國際機場起飛，飛機載有5300磅（2400公斤）的燃油，足夠飛行約4小時45分鐘。機上則有兩名飛行員和四名乘客。
9:27分（EDT時間），傑克遜維爾航管中心指示N47BA爬升至39000英呎，飛行員收到並回覆“爬升390，47BA”這也是飛機與航管中心最後的對話。6分鐘後，當飛機爬升通過36500英呎時，航管員試圖聯繫飛機卻得不到回應。

### 第一次攔截
大約在9:54分（CDT時間），一名正好在附近空域的美國空軍F-16飛行員接到航管指令前往攔截N47BA。就在F-16於46400英呎的高度接近里爾噴射機時，飛行員用無線電呼叫N47BA兩次皆沒得到回覆。F-16飛行員接著環顧了飛機的外觀，發現並機身沒有明顯的損壞，兩具引擎都正常運作，飛機的防撞燈也正常閃爍。戰機飛行員接著回報他無法看清客艙內的狀況，機身的窗戶看上去很暗，而且駕駛艙玻璃似乎也被冰從裡面整個蓋住。大約在10:12分（CDT時間），該架F-16完成N47BA的外觀檢查，便飛往伊利諾伊州的斯科特空軍基地。

### 第二次攔截
在起飛大約三小時後，另外兩架飛行代號"TULSA 13 flight"的F-16收到明尼亞波里斯區域管制中心的指示前往攔截N47BA。其中一名飛行員回報他們看不到駕駛艙內有任何動靜，駕駛艙擋風玻璃非常暗且似乎結冰。幾分鐘後，另一名飛行員回報“我們看不見裡面任何東西，只有昏暗的駕駛艙... 飛機也沒有任何反應或動作”。兩架F-16於11:39分（CDT時間）飛離N47BA並與加油機會合。
飛機在此期間的最高飛行高度為48900英呎。

### 第三次攔截
大約在11:50分（CDT時間），又有兩架F-16(代號"NODAK 32 flight")戰機受命前往攔截N47BA。第二次攔截中的兩架F-16在加完油後也再次飛到里爾噴射機旁邊。12:01分（CDT時間），代號"TULSA 13 flight"的F-16再次離開里爾噴射機前往加油，代號"NODAK 32 flight"的F-16則繼續待在N47BA旁邊伴飛。

### 墜毀
12:11分（CDT時間），里爾噴射機開始右轉下降。NODAK 32持續飛行，而TULSA 13在脫離加油機後便跟隨著飛機下降。此時NODAK 32的飛行員也回報“目標正在下降，他不停地在翻滾，似乎失去控制了... 要求跟隨著目標緊急下降”。TULSA 13的飛行員同樣回報“看起來很快就會撞地了，他正在盤旋下墜”。
飛機大約在12:13分（CDT時間）已接近超音速的大角度俯衝下墜地。N47BA在飛行3小時54分鐘後墜毀在南達科他州，並在地面撞出一個長42英呎，寬21英呎，深8英呎的坑洞，整架飛機也完全粉碎。

## 乘客和機組員
機上的乘客有美國著名的職業高爾夫球手佩恩·斯圖爾特和另外三人。
該航班的機長是42歲的Michael Kling，他擁有波音707、波音737和里爾35的飛行執照，同時也曾在空軍駕駛過KC-135和E-3空中預警機。而他同時也是KC-135E的飛行教官。根據Sunjet Aviation的紀錄，機長共有4280小時的飛行時數，其中60小時為駕駛里爾噴射機。
副駕駛是27歲的Stephanie Bellegarrigue，她擁有里爾噴射機和賽斯納獎狀500的飛行執照。她同時也是合格的飛行教官，飛行時數1751小時，其中99小時為駕駛里爾噴射機。

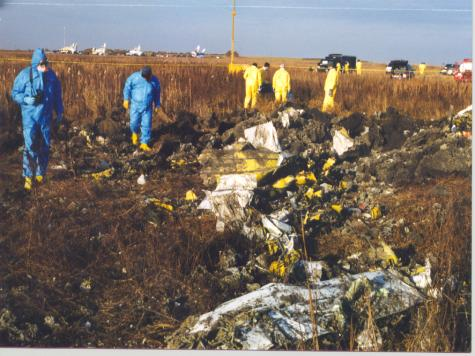
墜機現場 (照片源自NTSB)

## 調查結果
根據美國國家運輸安全委員會（NTSB）的調查，認定可能的肇事原因是：客艙發生失壓狀況時，飛行員未能及時戴上氧氣面罩而缺氧昏迷。
調查過程中，他們發現飛機的緊急情況檢查單（QRH）設計上有瑕疵。在客艙高度警報響起時，檢查單要求飛行員先完成四項繁瑣的程序，最後才戴上氧氣面罩。這很可能誤導了飛行員，他們忙於檢查單中的其他内容，未能及时戴上氧氣面罩而缺氧昏迷。
造成该機失壓的確切原因最终未能查明。

## 大眾媒體
此空難被拍攝為《空中浩劫》第十六季第一集。“Deadly Silence”

## 類似事件
- 太陽神航空522班機